# Emtithal Mahmoud
Emtithal Mahmoud, född 1993 i Khartoum, Sudan, är världsmästare i slampoesi (eng. poetry slam/ slam poet), ambassadör för UNHCR samt flyktingaktivist från Sudan.
År 2015 utsåg BBC henne till en av de 100 mest inspirerande kvinnorna i världen. År 2016 utnämndes hon till ambassadör för UNHCR.

## Biografi
Mahmoud emigrerade tillsammans med sin familj till Philadelphia, USA vid fem års ålder. Då hade dom hunnit befinna sig i Jemen under en period. Redan som barn började hon skriva poesi i syfte att uppmärksamma uppmärksamma inbördeskriget i Sudan.
Uppmuntrad av sin farmor, som själv var analfabet, tog hon år 2016 examen från Yale university där hon studerat molekylärbiologi och antropologi.

### Arbetet i Sudan
År 2017, då Mahmoud var 28 år gammal, satte hon upp sin första civila plattform för överbyggande fredssamtal. Detta genom att arrangera Poetry Town Halls. Året därpå gick hon en 100 mil lång fredsvandring från Darfur till Khartoum och tusentals människor anslöt längs vägen.

### Arbete för UNHCR
Efter att ha blivit utsedd till ambassadör för UNHCR har Mahmoud besökt flera flyktingläger på plats, bland annat i Jordanien och Uganda. Under en del av besöken har hon anordnat workshops i poesi. Hon har också skrivit flera dikter för att uppmärksamma flyktingars situation, bland annat Boy in the sand i samband med årsdagen för Alan Kurdis död och Head over heels i samband med att en miljon sydsudaneser flytt till Uganda. Vidare har hon deltagit i bland annat World Economic Forum.

### Poesin
År 2015 vann hon världsmästerskapen i slampoesi med dikten Mama, som knyter an till hennes avlidna mormor.